# 雅芳河 (布里斯托)
埃文河（英語：River Avon，/ˈeɪvən/），港译雅芳河、台译艾芬河，源於英格蘭格洛斯特郡南格洛斯特奇平索德伯里（Chipping Sodbury），流經威爾特郡。為了區別英格兰其他同名河流，此河又稱布里斯托雅芳河或者下雅芳河。雅芳河長120公里（75英哩），是格洛斯特郡與薩默塞特郡的傳統分界線。

## 流經地方
雅芳河發源於英國英格蘭格洛斯特郡南格洛斯特奇平索德伯里，流經馬姆斯伯里（Malmesbury）、奇彭納姆（Chippenham）、梅爾克舍姆（Melksham）、埃文河畔布拉德福德（Bradford on Avon）、巴斯、凱恩舍姆（Keynsham），在布里斯托埃文茅斯的河口與塞文河匯合，注入愛爾蘭海。